# Nuolusoiva
Nuolusoiva är en kulle i Finland. Den ligger i Savukoski kommun och landskapet Lappland, i den norra delen av landet, 800 km norr om huvudstaden Helsingfors. Toppen på Nuolusoiva är 484 meter över havet, eller 103 meter över den omgivande terrängen. Bredden vid basen är 1,8 km.
Terrängen runt Nuolusoiva är platt åt nordost, men åt sydväst är den kuperad. Runt Nuolusoiva är det mycket glesbefolkat, med 3 invånare per kvadratkilometer. Det finns inga samhällen i närheten. 